# Casanova im Fort Saint-André (L. Osten)
Casanova im Fort Saint-André ist ein Lustspiel in drei Akten von Ludwig Osten aus dem Jahr 1837. Vorlage war ein französisches Vaudeville von 1836.

## Handlung
1. Akt
Im Fort Sant‘Andrea
Casanova ist im Fort Sant‘Andrea arrestiert und bereitet seine Flucht vor. Zwei Jahre zuvor hat er auf einem Maskenball eine Damen-Bekanntschaft gemacht, mit der er bis vor einem halben Jahr in anonymen Briefkontakt stand. Eines Tages stellt der Festungskommandant Busoni Casanova seine Frau Severine vor. Diese erkennt in Casanova die Bekanntschaft vom Maskenball wieder. Casanova erkennt sie allerdings nicht wieder. Durch einen Boten fordert Severine ihre an Casanova geschickten Briefe zurück. Casanova erhält Besuch von seinem Freund Gambetto. Durch ein Missverständnis hält Casanova dessen Verlobte Claudia für die Bekanntschaft vom Maskenball. Er will sie für sich erobern und flieht zu diesem Zweck aus dem Arrest auf die Insel Murano, wo in der Villa Murano ein Maskenball anlässlich der Heirat zwischen Gambetto und Claudia stattfindet.
2. Akt
In der Villa Murano
Casanova wird auf dem Fest von verschiedenen Anwesenden erkannt, kann zunächst aber alle davon überzeugen, dass sie sich täuschen. Nachdem die Ehekontrakte unterzeichnet sind, lässt Casanova als sein eigener Bote verkleidet Claudia einen Brief zukommen, in dem er sie zu einem Rendezvous bittet, um ihr noch zwei weitere Briefe Severinens auszuhändigen. Gambetto ist erzürnt darüber, da er Casanovas eigentliche Pläne ahnt. Er glaubt nun ebenfalls, dass Claudia eine Affäre mit Casanova hatte. Gambetto will dem Boten daraufhin eine Duellforderung an Casanova übergeben und entdeckt dabei, dass es sich um Casanova selber handelt. In der folgenden Auseinandersetzung wird das Missverständnis bezüglich Claudias aufgeklärt. Gambetto bietet an, für Casanova die Identität seiner Affäre festzustellen, wobei sich herausstellt, dass es sich um Severine handelt. In einer Auseinandersetzung mit ihrem Ehemann Busoni kann sie jedoch jeden Verdacht von sich ablenken. Von allen Gästen des Maskenballes kommen immer mehr Hinweise auf die Anwesenheit Casanovas, woraufhin eine Suche nach ihm unternommen wird. Er wird von Severine in einem Schrank versteckt, aber ein Diener Busonis verschließt den Schrank und nimmt den Schlüssel an sich.
3. Akt
Im Fort Sant‘Andrea
Busoni und alle Übrigen finden zu ihrem Erstaunen Casanova in seinem Arrestzimmer im Bett liegend vor. Er erzählt Casanova die Vorkommnisse der letzten Nacht in der Villa Murano. Casanova kann seinerseits mit einer erfundenen Geschichte den Verdacht von Severine auf Claudia  ablenken. Es stellt sich heraus, dass Gambetto nach Murano zurückgekehrt ist, um Papiere, die im selben Schrank eingeschlossen waren wie Casanova, zu holen. Casanova hat die Gelegenheit genutzt, um zu entkommen und rechtzeitig zurück im Fort zu sein. Von einem Boten wird die Begnadigungsurkunde Casanovas überbracht. Er kann geschickt die peinlichen Situationen der beiden Ehepaare dafür nutzen, ungeschoren aus der ganzen Angelegenheit hervorzugehen.

## Vorlage und Bearbeitung
Osten übersetzte und bearbeitete das französische Vaudeville „Casanova au Fort Saint-André“ von Charles Voirin u. a. aus dem Jahr 1836, dem eine Episode von 1747 aus den Memoiren Giacomo Casanovas zugrunde liegt. Die von Voirin übernommene Handlung weicht stark von den in den  Memoiren geschilderten Ereignissen ab (worauf Osten in seinem Vorwort hinweist). Lediglich die grundlegenden Elemente (Arrest im Fort Sant’Andrea, vorgetäuschte Verletzung am Fuß, nächtliche Entfernung aus dem Arrest, das Verprügeln eines Dieners)  wurden übernommen. Osten wandelte einige der zahlreichen Couplets der französischen Vorlage in Prosa und wörtliche Rede bzw. Dialoge um.

## Das Vaudeville als Vorlage für weitere Bearbeitungen
Das Vaudeville war außerdem Vorlage für Carl Lebruns gleichnamiges Lustspiel von 1840  und Lortzings komische Oper „Casanova“ von 1841. Letztendlich basiert auch Paul Linckes Operette Casanova von 1913 (über Lebruns Bearbeitung) auf dem Vaudeville Voirins.

## Die Ereignisse in Casanovas Memoiren
Wegen eines angeblichen Fehlverhaltens im Priesterseminar wird Casanova 1747 von seinem rechtlichen Vormund Alvise Grimani im Fort Sant‘Andrea auf der gleichnamigen Insel wenige Kilometer vor Venedig arrestiert. Auf der Insel kann er sich frei bewegen. Ein Diener Grimanis beleidigt auf einem Botengang zu Casanova diesen in seinen Augen so schwer, dass er sich an dem Diener rächen will. Casanova täuscht eine Fußverletzung vor, entfernt sich nachts aus dem Arrest und verprügelt den Diener. Bei seiner Rückkehr weckt Casanova einige Bediente und Angestellte des Forts auf, um sein Alibi noch zu stärken. Die Vorwürfe gegen ihn wegen des nächtlichen Überfalls werden aufgrund des Alibis fallengelassen.